# 逢いたいから....
「逢いたいから....」（あいたいから）は、日本のバンド12012の5枚目のシングル。2008年10月29日にリリース。

## 作品情報
- 3ヶ月連続リリースの第3弾。
- 「前作「太陽」以降、様々な方向へ振り切った曲を作っていきたい」という想いがある中で制作されている[1]。
- また、この作品を通して宮脇渉は「今までと違う真逆（原文ママ）の要素を引っ張りだす」こととなり、とても勉強になったとのこと[2]。
- この作品について須賀勇介は「ハードコアバンドがバラードを出すじゃないけど、12012がこういう曲をやるからこそ意味がある。そういうところを感じてほしい」と語っている[3]。
- キャッチコピーは「12012が贈る心に染み入る至極のバラード・ナンバー」。
- この作品の作詞は全て宮脇が手掛けている。
- 2種類のミュージックビデオが存在している。カラオケJOYSOUNDでの本人映像はシングルの初回版Aに収録されているドラマ仕立てのMVが使われているが、DAMでの本人映像はアルバムmar maroonの初回版に収録されているメンバーの演奏シーンがメインのMVが使われている。

## 収録曲

### 初回盤A
1. 逢いたいから....（作詞：宮脇渉 作曲：塩谷朋之）
2. HERO（作詞：宮脇渉 作曲：須賀勇介）

### 初回盤B
1. 逢いたいから....（作詞：宮脇渉 作曲：塩谷朋之）
2. HERO（作詞：宮脇渉 作曲：須賀勇介）
3. 時雨（作詞：宮脇渉 作曲：須賀勇介）

### 通常盤
1. 逢いたいから....（作詞：宮脇渉 作曲：塩谷朋之）
2. HERO（作詞：宮脇渉 作曲：須賀勇介）
3. 逢いたいから....(instrumental)

## 収録内容

### CD
逢いたいから....
- 2007年の冬に塩谷がつくったピアノフレーズを基にしたラブバラード[1]。
- ピアノで始まる曲であるため、「男らしいもの」ではなく「情けなさや弱さをさらけだした」歌詞とした[1]。
- また作詞は、宮脇と塩谷が相談しながら制作した[4]。
- リリースが10月末という、「これから人肌恋しくなる季節」であるため、切なさを表現した曲にすることを意識したとのこと[1]。
- 曲や歌詞の雰囲気が男の情けなさを漂わせている中、いかに“12012らしい”ギターにするかが課題となり[1]、アレンジしていく中で酒井洋明がエレキギターを、須賀がアコースティックギターを弾くこととなる[2]。
- ベースは温かみのある音にするため、様々な奏法を試した結果、「親指弾き」となった[2]。
- 当初はメンバー内で「この曲を12012がシングルでやる必要あるのか？」という意見もあったが、前作「太陽」と同様に“あえてド真ん中で行くより、挑戦する道”を選んだとのこと[5]。

HERO
- 須賀いわく「狭くて汚い倉庫みたいな場所で演奏しているイメージ」の、痛快なロックチューン[1]。
- 「女の子を守って戦う男の子」を描いており、作詞にあたって宮脇は、ストーリーを広げることで12012の中で新しいアプローチをしている[1]。
- また、歌詞は“一発で覚えられる言葉”をサビにいれた[2]、「一発で絵の見えるものにしたかった」とのこと[1]。
- ドラムは宮脇の要望により、“応援歌っぽく”演奏している[1]。

時雨
- 初回盤Bのみに収録されているアッパーな曲調のナンバー[1]。
- ライブで演奏したときにサビで熱狂できる曲を意識したとのこと[1]。
- この曲を聴いた時、宮脇は「昔の遊郭にいる女性のピュアな気持ち」を描いた歌詞にしたいと思ったとのことで、“古典的な表現の詞”を書いている[1]。
- また、アッパーな曲調であるため「“和”の世界には聴こえないところが、面白い」と宮脇が語っている[1]。

逢いたいから....(instrumental)
- 「逢いたいから....」のインスト。

### DVD PV“逢いたいから....”
- 初回盤Aに付録され、PV“逢いたいから....”が収録されている。
- PVは物語仕立てとなっており、俳優の大河元気やモデルの芳賀優里亜、声優の浪川大輔らが出演している。

## タイアップ一覧
逢いたいから....
- 日本テレビ系『音楽戦士 MUSIC FIGHTER』エンディング（2008年10月）